# LIN28B
LIN28B (англ. Lin-28 homolog B) – білок, який кодується однойменним геном, розташованим у людей на короткому плечі 6-ї хромосоми. Довжина поліпептидного ланцюга білка становить 250 амінокислот, а молекулярна маса — 27 084.
| 10         |  | 20         |  | 30         |  | 40         |  | 50         |
| ---------- |  | ---------- |  | ---------- |  | ---------- |  | ---------- |
| MAEGGASKGG |  | GEEPGKLPEP |  | AEEESQVLRG |  | TGHCKWFNVR |  | MGFGFISMIN |
| REGSPLDIPV |  | DVFVHQSKLF |  | MEGFRSLKEG |  | EPVEFTFKKS |  | SKGLESIRVT |
| GPGGSPCLGS |  | ERRPKGKTLQ |  | KRKPKGDRCY |  | NCGGLDHHAK |  | ECSLPPQPKK |
| CHYCQSIMHM |  | VANCPHKNVA |  | QPPASSQGRQ |  | EAESQPCTST |  | LPREVGGGHG |
| CTSPPFPQEA |  | RAEISERSGR |  | SPQEASSTKS |  | SIAPEEQSKK |  | GPSVQKRKKT |
|            |  |            |  |            |  |            |  |            |

A: Аланін

C: Цистеїн

D: Аспарагінова кислота

E: Глутамінова кислота

F: Фенілаланін

G: Гліцин

H: Гістидин

I: Ізолейцин

K: Лізин

L: Лейцин

M: Метіонін

N: Аспарагін

P: Пролін

Q: Глутамін

R: Аргінін

S: Серин

T: Треонін

V: Валін

W: Триптофан

Кодований геном білок за функцією належить до фосфопротеїнів. 
Задіяний у таких біологічних процесах, як РНК-залежне заглушення генів, альтернативний сплайсинг. 
Білок має сайт для зв'язування з іонами металів, іоном цинку, РНК. 
Локалізований у цитоплазмі, ядрі.